# Dactron E
O Dactron E foi um clone brasileiro do Apple II, produzido pela empresa Micronix a partir de 1984.

## Características
- Teclado: mecânico, 71 teclas com auto-repetição, maiúsculas e minúsculas, teclado numérico reduzido
- Display:
  - 24 X 40 texto
  - 24 X 80 texto (com placa de 80 colunas)
  - 40 X 48 com 16 cores
  - 280 X 192 com seis cores
- Expansão:
  - 8 slots internos
- Portas:
  - 1 saída para monitor de vídeo
  - 1 saída para televisor PAL-M
- Armazenamento:
  - Gravador de cassetes a 1500 bauds
  - Drive de disquete externo de 8" ou 5" 1/4 (face simples, 143 Kb)
  - Disco rígido externo